# Theodebert II
Theodebert II, född 585, död 612, frankisk merovingisk kung av Austrasien 596–612. Son till Childebert II, bror till Theoderik II.